# ایلیا کواشا
ایلیا کواشا (اوکراینی: Ілля Олегович Кваша؛ زادهٔ ۵ مارس ۱۹۸۸) ورزشکار شیرجه اهل اوکراین است.
وی در مسابقات کشوری و بین‌المللی در مجموع برندهٔ ۹ مدال طلا، ۹ مدال نقره، ۱۰ مدال برنز شده‌است.